# Svjetsko prvenstvo u rukometu – Japan 1997.
Svjetsko prvenstvo u rukometu 1997. održano je 1997. godine u Japanu. 